# Teratophoneus
Teratophoneus – rodzaj teropoda z rodziny tyranozaurów (Tyrannosauridae) żyjącego w późnej kredzie w Ameryce Północnej. Został opisany w 2011 roku przez Thomasa Carra i współpracowników w oparciu o niekompletny szkielet jednego osobnika, oznaczony kilkoma numerami katalogowymi (kości czaszki, kręgi szyjne, kość krucza i łopatka – BYU 8120/9396, kości promieniowa i łokciowa – BYU 8120/9397, lewa kość szczękowa – BYU 826/9420, lewa kość zębowa – BYU 9398, lewa kość udowa – BYU 13719). Skamieniałości te odkryto na terenie pomnika narodowego USA Grand Staircase-Escalante National Monument, w górnokampańskich osadach formacji Kaiparowits, datowanych radiometrycznie na około 74–76 mln lat. Teratophoneus jest pierwszym znanym diagnostycznym tyranozaurydem żyjącym w kampanie na południowym zachodzie Ameryki Północnej i pierwszym przedstawicielem tej grupy z formacji Kaiparowits.
Na podstawie rozmiarów i stopnia rozwoju kości czaszki, Carr i wsp. stwierdzili, że holotyp był osobnikiem młodocianym. Występują u niego cechy juwenilne obserwowane również u gorgozaura. Teropod ten miał jednak krótki i głęboki pysk, co jest cechą nietypową, ponieważ u większości młodocianych tyranozaurów występowały pyski długie i płytkie. Carr i in. sugerują również, że pysk dorosłego Teratophoneus był prawdopodobnie stosunkowo jeszcze krótszy, ponieważ tego typu rozwój czaszki miał miejsce u innych tyranozaurów. Na podstawie rozmiarów kości udowej masę okazu holotypowego oszacowano na 667 kg – niemal dwukrotnie więcej niż długopyski Alioramus, lecz blisko dziesięciokrotnie mniej niż Tyrannosaurus. Teratophoneus został uwzględniony (jako „takson z Utah”) w analizie kladystycznej przeprowadzonej przez Brusattego i współpracowników, według której należy do kladu Tyrannosaurinae, gdzie jest bardziej zaawansowany od aliorama i siostrzany dla kladu obejmującego rodzaje Daspletosaurus, Tarbosaurus i Tyrannosaurus.
Nazwa Teratophoneus pochodzi od greckich słów teratos („potwór”) i phoneus („morderca”), co odnosi się do drapieżnictwa tego teropoda. Nazwa gatunkowa gatunku typowego, curriei, honoruje kanadyjskiego paleontologa Philipa Currie'ego, który zajmuje się m.in. osteologią i systematyką teropodów.